# BS永遠の音楽大全集
『BS永遠の音楽大全集』（ビーエスえいえんの おんがく だいぜんしゅう）は、NHK-BSハイビジョン、BS2で2005年度から放送されていた音楽番組である。

## 概要
年間3 - 5回放送されている。放送時期は不定期。収録はNHKホールで行われる。
2006年まではBSハイビジョン、BS2での放送（一部はBS2のみの放送もあり）だった。2007年からはBS2のみでの放送（一部はBSハイビジョンでの放送あり）となっている。
「BS永遠の音楽大全集」のタイトルとしては、2009年度で終了した。